# محمد معوض
محمد معوض (انگلیسی: Mohamed Moawad؛ زادهٔ ۲۶ اوت ۱۹۸۷) بازیکن والیبال اهل مصر است.
از باشگاه‌هایی که در آن بازی کرده‌است می‌توان به باشگاه والیبال الاهلی اشاره کرد.